# Тустла-Чико (муниципалитет)
Тустла-Чико (исп. Tuxtla Chico) — муниципалитет в Мексике, штат Чьяпас, с административным центром в одноимённом городе. Численность населения, по данным переписи 2020 года, составила 41 024 человека.

## Общие сведения
Название Tuxtla с языка науатль можно перевести как — кроличье место, а Chico с испанского языка — маленький, небольшой.
Площадь муниципалитета равна 165,8 км², что составляет 0,2 % от площади штата, а наиболее высоко расположенное поселение Сан-Хосе-ла-Виктория, находится на высоте 483 метра.
Он граничит с другими муниципалитетами Чьяпаса: на севере с Какаоатаном, на юго-востоке с Метапой, на юге с Фронтера-Идальго, на западе с Тапачулой, а на востоке проходит государственная граница с Республикой Гватемала.

## Учреждение и состав
Муниципалитет был образован в 1915 году, по данным 2020 года в его состав входит 51 населённый пункт, самые крупные из которых:
| Код INEGI                  | Населённый пункт                                                                         | Численность населения (2005 год) | Численность населения (2010 год) | Численность населения (2020 год) |
| -------------------------- | ---------------------------------------------------------------------------------------- | -------------------------------- | -------------------------------- | -------------------------------- |
| 102                        | Всего                                                                                    | 34101                            | 37737                            | 41024                            |
| 0001                       | Тустла-Чико (исп. Tuxtla Chico) 14°56′25″ с. ш. 92°10′08″ з. д. (административный центр) | 6601                             | 7026                             | 7662                             |
| 0012                       | Медио-Монте-1 (исп. 1ra. Sección de Medio Monte) 14°54′09″ с. ш. 92°12′11″ з. д.         | 2618                             | 2680                             | 3408                             |
| 0013                       | Медио-Монте-2 (исп. 2da. Sección de Medio Monte) 14°52′52″ с. ш. 92°11′05″ з. д.         | 3923                             | 4182                             | 2813                             |
| 0008                       | Исапа-2 (исп. 2da. Sección de Izapa) 14°54′53″ с. ш. 92°11′33″ з. д.                     | 2289                             | 2312                             | 2656                             |
| 0009                       | Мануэль-Ласос (исп. Manuel Lazos) 14°58′17″ с. ш. 92°11′11″ з. д.                        | 1683                             | 1826                             | 2135                             |
| 0018                       | Талисман (исп. Talismán) 14°57′44″ с. ш. 92°08′57″ з. д.                                 | 1121                             | 1311                             | 1791                             |
| 0007                       | Исапа-1 (исп. 1ra. Sección de Izapa) 14°54′55″ с. ш. 92°10′13″ з. д.                     | 1284                             | 1329                             | 1515                             |
| 0028                       | Гильен-2 (исп. 2da. Sección de Guillén) 14°52′59″ с. ш. 92°09′35″ з. д.                  | 1036                             | 1413                             | 1464                             |
| —                          | Прочие                                                                                   | 13546                            | 15658                            | 17580                            |
| Названия на карте Генштаба |                                                                                          |                                  |                                  |                                  |

## Экономическая деятельность
По статистическим данным 2000 года, работоспособное население занято по секторам экономики в следующих пропорциях:
- сельское хозяйство и животноводство — 40,5 %;
- промышленность и строительство — 13,8 %;
- торговля, сферы услуг и туризма — 42,9 %;
- безработные — 2,8 %.

## Инфраструктура
По статистическим данным 2020 года, инфраструктура развита следующим образом:
- электрификация: 98,7 %;
- водоснабжение: 54,5 %;
- водоотведение: 97,2 %.

## Туризм

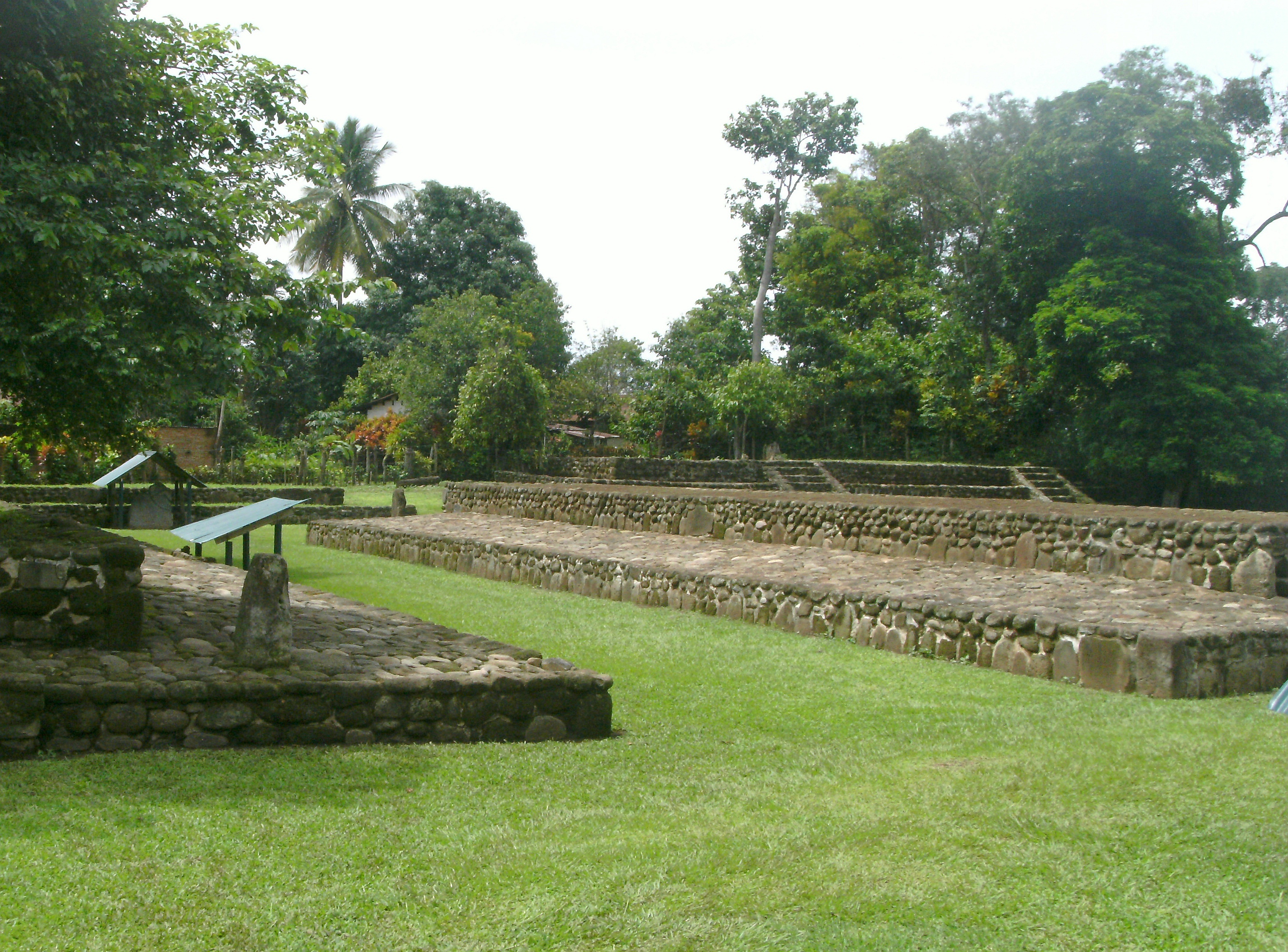
Археологическая зона Исапа

Основным туристическим объектом являются археологические раскопки древнего города Исапа.